# Ноев ковчег (телесериал, 2005)
Ноев ковчег (англ. Noah’s Arc) — американский телесериал о жизни четырёх чернокожих друзей-геев в Лос-Анджелесе. Сериал рассказывает о буднях ЛГБТ-аудитории и освещает такие темы, как однополый брак, гомофобия, усыновление и воспитание детей в однополых парах, ВИЧ и др. Всего было снято два сезона.
В 2008 году также был снят полнометражный фильм «Ноев ковчег: Прыгая через метлу» (англ. Noah’s Arc: Jumping the Broom), завершивший сюжет сериала.

## В главных ролях
- Дэррил Стефенс — Ноа Николсон
- Родни Честер — Алекс Кирби
- Кристиан Винсент — Рикки Дэвис
- Даг Сперман — Ченс Контер
- Дженсен Этвуд — Уэйд Робинсон
- Грегори Кейт — Трей Иверсон
- Джонатан Джулиан — Эдди
- Уилсон Крус — Хунито